# U Reticuli
U Reticuli är en förmörkelsevariabel av W Ursae Majoris-typ (EW/KW) i stjärnbilden Rombiska nätet.
Stjärnan varierar i fotografisk magnitud mellan +13,6 och 14,7 med en period av 0,354956 dygn eller 8,5189 timmar.